# Proctacanthus fulviventris
Proctacanthus fulviventris är en tvåvingeart som beskrevs av Macquart 1850. Proctacanthus fulviventris ingår i släktet Proctacanthus och familjen rovflugor. Inga underarter finns listade i Catalogue of Life.